# Neuflosser
Die Neuflosser (Neopterygii) sind eine Unterklasse der Knochenfische (Osteichthyes). Von den rezenten Knochenfischen gehören zu ihnen die sieben Arten der Knochenhechte (Lepisosteidae), die zwei Arten der Kahlhechte (Amia) und die fast 30.000 Arten der Echten Knochenfische (Teleostei). Die einzigen rezenten Knochenfische, die nicht zu den Neopterygii gehören, sind die Quastenflosser (Latimeria), die Lungenfische (Dipnoi), die Flössler (Cladista) und die Störartigen (Acipenseriformes).
Die Neuflosser lassen sich fossil bis ins Unterkarbon nachweisen. 

## Merkmale
Die Flossenstrahlenträger (Pterygiophoren) sind gleichzahlig mit den Flossenstrahlen (Lepidotricha) der Rückenflosse. Die Aufhängung des Kiefers und des Kiemendeckels übernimmt ein neuer Knochen, das Symplecticum. Das Hyomandibulare, der oberste Knochen des Hyoidbogens, steht über einen Ausläufer mit dem Operculare, einem der Knochen des Kiemendeckels, in Verbindung. Allen Neuflossern fehlt das Akrosom des Spermiums.

## Systematik
Es ist unstrittig, dass die Neuflosser ein monophyletisches Taxon sind. Über die verwandtschaftlichen Beziehungen zwischen den basalen Ordnungen gibt es unterschiedliche Auffassungen. Die Knochenganoiden, die lange Zeit als paraphyletische Gruppe galten, sind in jüngster Zeit wieder revalidiert worden.
- Neuflosser (Neopterygii)
  - Ordnung Redfieldiiformes †[2]
  - Ordnung Platysiagiformes †[2]
  - Ordnung Polzbergiiformes †[2]
  - Ordnung Louwoichthyiformes †[2]
  - Ordnung Peltopleuriformes †[2]
  - Teilklasse Knochenganoide (Holostei)[1]
    - Ordnung Dapediiformes †
    - Ordnung Macrosemiiformes †
    - Ordnung Semionotiformes †
    - Ordnung Knochenhechtartige (Lepisosteiformes)
    - Ordnung Parasemionotiformes †
    - Ordnung Ionoscopiformes †
    - Ordnung Kahlhechtartige (Amiiformes)

  - Stammgruppe Teleostei
    - Ordnung Aspidorhychiformes †
    - Ordnung Pachycormiformes †
    - Ordnung Pycnodontiformes †

  - Teilklasse Echte Knochenfische (Teleostei)

Siehe auch: Systematik der Knochenfische